# Rurouni Kenshin (filme)
Rurouni Kenshin (るろうに剣心, Rurōni Kenshin) (Brasil: Samurai X: O Filme ) é um filme de  ação-aventura e drama histórico japonês, lançado em 25 de agosto de 2012. É baseado no mangá de mesmo nome escrito e ilustrado por Nobuhiro Watsuki. Dirigido por Keishi Ōtomo, o filme é estrelado por Takeru Sato e Emi Takei e concentra-se em eventos fictícios, que ocorrem durante o início do período Meiji no Japão, contando a história do andarilho Himura Kenshin, anteriormente conhecido como o assassino Hitokiri Battōsai. Depois de participar da guerra de Bakumatsu, Kenshin vagueia pelo interior do Japão oferecendo proteção e ajuda aos necessitados, como reparação pelos assassinatos que cometeu.
A obra foi a primeira adaptação live-action do mangá. Durante a sua produção, Watsuki ofereceu suas idéias que foram utilizadas no filme.
Rurouni Kenshin foi lançado nos cinemas japoneses em 25 de agosto de 2012, arrecadando mais de 36 milhões de dólares no mercado interno e mais de 60 milhões de dólares em todo o mundo até novembro de 2012. O filme foi distribuído internacionalmente pela Warner Bros. e licenciado para distribuição em mais de sessenta países na Europa, América Latina e outros territórios da Ásia.

## Enredo
No Japão do século 19, durante a Guerra Boshin (1868-1869), travada entre as forças do governo de Yoshinobu Tokugawa e aqueles que favoreciam a restauração do Imperador Meiji ao trono, um jovem chamado Battousai Hitokiri havia ficado conhecido por ser um dos melhores assassinos do país. Seu apelido, o Retalhador, ecoou por todos os cantos do Japão. Cansado de tanta matança, Battousai abandona sua espada em plena batalha e faz um juramento: defenderá a justiça, mas não matará mais ninguém. Sua arma, porém, foi recolhida por um dos derrotados, Jin-e Udo. Vivendo como andarilho e usando um novo nome, Kenshin Himura, o ex- assassino vagueia pelos vilarejos até que, dez anos depois de sua decisão (1878), ele chega a Tóquio. Lá, ele conhece Kaoru, uma jovem que herdou o dojo de seu pai, e teve o nome humilhado por um espadachim que usava o nome Battousai Hitokiri. Para provar que a suspeita de Kaoru está errada, Kenshin mostra a ela que ele não carrega espada alguma, apenas uma Sakabatou, uma arma de lâmina inversa. Ao mesmo tempo, alguns crimes acontecem na região e deixam a polícia em polvorosa, pensando que o lendário Retalhador está na cidade, Na verdade, Jin-e Udo está matando e deixando a culpa cair sobre Himura. Quando os dois samurais duelam, tudo fica claro. Ao lado do oficial da polícia, o rapaz passa a caçar Jin-e para descobrir quem está por trás de tudo isso e limpar seu nome. Quando Kaoru é sequestrada, é hora do real Battousai mostrar sua força.

## Elenco
- Takeru Sato como Kenshin Himura, um ex-assassino monarquista que e era conhecido pela alcunha de Battousai, O Retalhador. Se arrepende de todas as vidas que tirou e faz um juramento de não matar. Para isso, ele usa uma espada especial chamada Sakabatou, que tem a lâmina invertida, voltada para o lado de dentro, criada para ferir e não para matar. Ele se torna um andarilho e passa a vagar pelo Japão.
- Emi Takei como Kaoru Kamiya, é a instrutora de um dojo em Tóquio e a mestra substituta do estilo Kamiya Kashin Ryuu. Quando um grande número de pessoas estão sendo mortas por alguém que dizia ser o Battousai prejudicando a reputação do seu dojo. Ela decide enfrentar está pessoa para mostra a eficiência do seu estilo de esgrima, mas Kaoru é derrota e posteriormente salva pelo verdadeiro Battousai Hitokiri, Kenshin Himura, que agora é um andarilho pacifista. Kaoru convida Kenshin para ficar em seu dojo.
- Munetaka Aoki como Sanosuke Sagara, um lutador de rua que vaga pelo Japão comprando brigas com pessoas que estejam dispostas a pagar, se encontra com Kenshin Himura e o desafia para uma luta, mas Sanosuke é convencido por Kenshin a abandonar este trabalho de mercenário e começar a proteger as pessoas. Após este encontro, Sanosuke se torna amigo de Kenshin.
- Teruyuki Kagawa como Kanryū Takeda, é um empresário ganancioso que iniciou como um traficante de drogas em Tóquio na fabricação de ópio, forçando Megumi Takani na fabricação das drogas, Seu principal objetivo com tráfico de drogas, e gerar lucro suficiente com as vendas, para trazer armas ocidentais modernas.
- Yu Aoi como Megumi Takani, é uma farmacêutica descendente de uma conceituada família de médicos, trabalhava para o Kanryuu Takeda como fabricante de drogas. Acaba fugindo, até que Kenshin Himura e seus amigos a resgatam.
- Koji Kikkawa como Jin-e Udo, um dos capangas de Kanryū, e um sobrevivente da batalha de Toba-Fushimi, também conhecido como Chapéu Negro, fica ansioso para lutar contra Kenshin e sequestra Kaoru Kamiya, com intuito de deixar Kenshin furioso para fazer com ele volte a ser o lendário Battousai Hitokiri, conseguindo atingir seu objetivo em seu confronto contra ele. Depois de uma luta árdua, Kenshin derrota Jin-e ao amputar o seu braço com sua espada, Sakabatou. Mas, quando Kenshin vai matar Jin-e, e ouve o grito de Kaoru, voltando à sua natureza pacifica. Não suportando a vergonha de viver após ter perdido, Jin-e resolve se suicidar, enfiando sua espada em seu próprio peito.
- Gou Ayano como Gein, outro dos capangas de Kanryū.
- Genki Sudo como Banjin Inui, outro dos capangas de Kanryū.
- Taketo Tanaka como Yahiko Myōjin, único aluno de Kaoru no dojo, é um órfão descendente de uma família de samurais.
- Yosuke Eguchi como Hajime Saito, um ex-membro do Shinsengumi (unidade policial que servia a família Tokugawa no período final do seu governo no Japão) que agora trabalha para o governo do Imperador Meiji como um policial sob o nome de Goro Fujita. Têm uma rivalidade de longa data com Kenshin Himura, com quem lutou diversas vezes no passado.
- Eiji Okuda como Yamagata Aritomo, um membro do escalão do governo do Imperador Meiji.

## Recepção

### Bilheteria
Rurouni Kenshin foi lançado no Japão em 25 de agosto de 2012 e tornou-se o décimo primeiro filme de maior bilheteria do país no ano de 2012, arrecadando 3,01 bilhões de ienes. Internacionalmente, o filme arrecadou 61,7 milhões de dólares até dezembro de 2012, antes de seu lançamento nas Filipinas. Posteriormente, Rurouni Kenshin arrecadou 728.085 dólares na Malásia, Tailândia e Filipinas até maio de 2013. No Reino Unido, arrecadou 8.389 dólares em outubro de 2013. Nos Estados Unidos, Rurouni Kenshin foi exibido em 27 salas de cinema em agosto de 2016, obtendo 32.445 dólares de bilheteria no país, feito que elevou a arrecadação mundial do filme para um total de 62,5 milhões de dólares. 

## Sequências
Quando Rurouni Kenshin foi anunciado pela primeira vez, foi relatado que a equipe de produção havia planejado criar uma série de filmes. Após o lançamento de Rurouni Kenshin, a edição de agosto de 2013 da revista Jump SQ., anunciou que uma sequência de duas partes seria lançada simultaneamente durante o verão japonês de 2014. Rurouni Kenshin: Kyoto Taika-hen foi lançado em 1 de agosto e Rurouni Kenshin: Densetsu no Saigo-hen foi lançado em 13 de setembro de 2014, com Takeru Sato e Emi Takei reprisando seus papéis. 
Em abril de 2019, a Warner Bros. Japan anunciou que um quarto e quinto filmes estavam em processo de produção. Ambos os títulos estavam programados para estrear no verão japonês de 2020, entretanto, foi anunciado que as datas de lançamento das duas sequências haviam sido adiadas, devido a propagação da pandemia de COVID-19. Mais tarde, em 4 de dezembro de 2020, as novas datas de lançamento foram anunciadas, juntamente com informações como o títulos das sequências: Rurouni Kenshin: Saishūshō – Za Fainaru foi lançado em 23 de abril de 2021, enquanto Rurouni Kenshin: Saishūshō – Za Biginingu foi lançado em 4 de junho do mesmo ano.